# Natalie Edwardes
Natalie Edwardes (Waalwijk, 4 augustus 1978) is een Nederlands actrice. Ze speelde onder andere in Onderweg naar Morgen en Voetbalvrouwen. In 2011 deed ze auditie bij The voice of Holland, maar kwam niet door de auditieronde heen.

## Televisie
- X-Patriots - Elia Julsing-Kirkpatrick (2002)
- Vlucht, moeder (2006)
- Voetbalvrouwen - Prostituee (Aflevering 8, 2007)
- Pretty, Sick & Twisted, Kiki (2007)
- Onderweg naar Morgen - Dr. Tess Lindeman (2008-2010)
- Juliana, prinses van oranje - Ann Orr Lewis (2009)
- Toen was geluk heel gewoon - Fotomodel Ellen afl. Dean Martin (gastrol 2009)
- The voice of Holland - Auditant (2011)
- Beat It - Auditant (2014)

## Theater
- Freebirds (2002-2003)
- W3 (2004)
- Ren Lenny Ren, ensemble (2004-2005)
- Turks Fruit, ensemble (2005-2006)
- Liefde is kouder dan de dood, Janice / Maatschappelijk werkster (2007)